# 1412 w literaturze
Wydarzenia literackie w 1412 roku.

## Wydarzenia

### Europa

#### Anglia
- John Lydgate rozpoczął pisanie swej książki pt. Troy Book(inne języki)[1].

## Urodzili się
- Gómez Manrique, hiszpański dramaturg i poeta